# Frettenheim
Frettenheim ist eine Ortsgemeinde im Landkreis Alzey-Worms in Rheinland-Pfalz. Sie gehört der Verbandsgemeinde Wonnegau an.

## Geographie
Nachbargemeinden sind Dittelsheim-Heßloch, Dorn-Dürkheim, Gau-Odernheim und Hillesheim.

## Geschichte
Die älteste erhaltene Erwähnung von Frettenheim, aus dem Jahr 767, findet sich im Lorscher Codex. Damals wurde der Name als Frittenheim wiedergegeben, da der Gründer, der seinen Hof dort errichtete, Frido hieß. Das Kloster Otterberg war im Ort begütert.
1575 wurde Frettenheim Teil der Kurpfalz, ab 1755 waren die Freiherren von Heddersdorf Zehntherren.
Im Ersten Koalitionskrieg hatten französische Revolutionstruppen 1794 das Linke Rheinufer eingenommen. von 1798 bis 1814 gehörte Frettenheim zum Kanton Bechtheim im Departement Donnersberg. Aufgrund der auf dem Wiener Kongress (1815) getroffenen Vereinbarungen kam die Region und damit auch Frettenheim 1816 zur Provinz Rheinhessen im Großherzogtum Hessen. Selbständig wurde Frettenheim 1868.
Bevölkerungsentwicklung
Im Jahr 1772 betrug die Einwohnerzahl 90 Personen.
Die weitere Entwicklung der Einwohnerzahl von Frettenheim, die Werte von 1871 bis 1987 beruhen auf Volkszählungen:
| Jahr | Einwohner |
| 1815 | 140       |
| 1835 | 199       |
| 1871 | 203       |
| 1905 | 179       |
| 1939 | 168       |
| 1950 | 206       |

| Jahr | Einwohner |
| 1961 | 192       |
| 1970 | 159       |
| 1987 | 147       |
| 1997 | 266       |
| 2005 | 343       |
| 2023 | 320       |

## Politik

### Gemeinderat
Der Gemeinderat in Frettenheim besteht aus acht Ratsmitgliedern, die bei der Kommunalwahl am 9. Juni 2024 in einer Mehrheitswahl gewählt wurden, und dem ehrenamtlichen Ortsbürgermeister als Vorsitzendem. Bei den Wahlen bis 2014 wurde in einer personalisierten Verhältniswahl abgestimmt, da mehrere Listen zur Auswahl standen.
Die Sitzverteilung im Gemeinderat:
| Wahl | SPD               | CDU               | FWG               | Gesamt  |
| ---- | ----------------- | ----------------- | ----------------- | ------- |
| 2024 | per Mehrheitswahl | per Mehrheitswahl | per Mehrheitswahl | 8 Sitze |
| 2019 | per Mehrheitswahl | per Mehrheitswahl | per Mehrheitswahl | 8 Sitze |
| 2014 | –                 | 3                 | 5                 | 8 Sitze |
| 2009 | 2                 | 3                 | 3                 | 8 Sitze |
| 2004 | 2                 | 3                 | 3                 | 8 Sitze |

- FWG = Freie Wählergruppe Wonnegau

### Bürgermeister
Carsten Claß wurde im Juni 2019 Ortsbürgermeister von Frettenheim. Bei der Direktwahl am 26. Mai 2019 war er mit einem Stimmenanteil von 84,97 % gewählt worden und ist damit Nachfolger von Bernd Weber, der nicht mehr kandidiert hatte. Bei der Direktwahl am 9. Juni 2024 wurde er als einziger Bewerber mit 86,0 % für weitere fünf Jahre im Amt bestätigt.
Amtsinhaber:
- Wendelin Mathias Kiefer, erster Amtsinhaber, 1868
- Heinz Martin (SPD), bis 2006
- Bernd Weber (FWG), Amtseinführung 25. September 2006
- Carsten Claß (parteilos), seit 2019

### Wappen
| Wappen von Frettenheim | Blasonierung: „Geteilt; oben in Schwarz ein rotbewehrter, -gezungter und -gekrönter goldener Löwe, unten Weiß und Blau gerautet.“ |
| Wappen von Frettenheim | Wappenbegründung: Das Wappen zeigt im oberen Schildteil den Kurpfälzischen Löwen sowie unten die bayerischen Rauten in weiß-blau. |

## Kultur und Sehenswürdigkeiten

### Bauwerke
Die kleine Gemeinde verfügt über zwei Barockkirchen und ein Dorfgemeinschaftshaus, welches bis 1967 als Schule genutzt wurde und seit 1981 seiner heutigen Nutzung dient.
- Die Zehntscheune stammt aus dem 18. Jahrhundert.
- Die katholische St.-Georg-Kirche wurde 1749 erbaut. Der Altar stammt aus der kurfürstlichen Kapelle zu Mainz.
- Die evangelische Kirche wurde 1755 erbaut.

## Wirtschaft und Infrastruktur
Der Ort zählte 2006 sieben Vollerwerbslandwirte.

### Verkehr
Am Ort führt die zwischen 1820 und 1830 angelegte Gaustraße von Mainz nach Worms vorbei. 
Durch die Gemeinde führte seit 1897 die ehemalige Bahnlinie Osthofen (dort Anschluss nach Worms)–Gau-Odernheim (dort Anschluss zum Amiche); diese ist seit Mitte der 1980er-Jahre nicht mehr in Betrieb.

## Persönlichkeiten
- Paul Heinrich Nodnagel (1928–2009), Kunstmaler, lebte nach Kriegsende in Frettenheim.